# Театр.doc
Теа́тр.dóc — российский театр документальной пьесы. Независимый, негосударственный, некоммерческий, коллективный проект драматургов. Основан Еленой Греминой и Михаилом Угаровым в 2002 году по адресу Трёхпрудный переулок, 
Спектакли театра многократно становились лауреатами профессиональных премий, участниками театральных фестивалей в Польше, Франции, Германии, странах Балтии, в крупных российских городах, о спектаклях и их авторах написано множество статей. Театр получал премии «Самый креативный театр» журнала «Креатив», 2003 г., кинофестиваля «Сталкер», 2005 год.

## История
Театр документальной пьесы «Театр.doc» был создан драматургами Михаилом Угаровым, Еленой Греминой, Александром Родионовым. Драматург Ольга Михайлова договорилась с правлением дома, где жила, и под театр сдали заброшенный подвал жилого дома в Трёхпрудном переулке. Драматурги Иван Вырыпаев и Максим Курочкин соорудили сцену из щитов ДСП, найденных на помойке. Днём рождения театра считается 14 февраля 2002 года. Многие работы выполнялись волонтёрами.
Документальные пьесы, созданные для театра, опубликованы в журналах «Новый мир» («Первый мужчина»), «Октябрь» («Красавицы»), «Дружба народов» («Месяц мёртвого солнца»), «Искусство кино» («Война молдаван за картонную коробку»), «Отечественные записки» («Бомжи», «Погружение»), и др.
В первый же год своего существования «Театр.doc» поставил рекорд страны по количеству премьер в течение года — их было десять. Кроме этих десяти спектаклей, в театре происходили акции — Ингеборга Дапкунайте читала пьесу заключенной из женской колонии, актёры с синдромом Дауна из «Театра простодушных» играли сценки по мотивам Гоголя, критик Григорий Заславский приводил трёх заложников «Норд-Оста», а московские чернокожие студенты рассказывали о своей жизни.
По словам критика Елены Ковальской: «Темы пьес „Театра.doc” поначалу были в основном из жизни субкультур: геи, гастарбайтеры, женщины-рецидивистки. Позже пытались копаться в обычном человеке. Общественность по привычке говорила, что „док“ — это ”чернуха”. Но если посмотреть репертуар, то это были психологические истории».

### Выселение
15 октября 2014 года руководитель «Театра.doc» Елена Гремина сообщила, что департамент имущества Москвы досрочно расторг в одностороннем порядке, без объяснения причин, договор аренды с театром, несмотря на своевременную уплату арендной платы и налогов и соблюдение «пожарных и прочих предписаний». Тем самым театр может лишиться помещения, которые снимал более 12 лет. Срок аренды истекает в декабре, что делать дальше, руководство театра не знает. Департамент городского имущества Москвы заявил о расторжении договора из-за незаконной перепланировки части помещения без согласования с ведомством.
26 октября 2014 года британский драматург Том Стоппард опубликовал открытое письмо в поддержку московского театра документальной пьесы «Театр.doc». Несмотря на то, что на защиту театра встали многие известные люди, должного эффекта не последовало. Елена Гремина заявила: «Отказали, несмотря на просьбы Союза писателей, заслуженных людей из академических театров и т д. Но мне жаль тратить на эту борьбу силы. Они сейчас очень нужны для другого. Найти новое место и выпустить новые проекты, продолжая играть спектакли репертуара».

### Давление со стороны государства
31 декабря 2014 года московская полиция прервала показ в «Театре.doc» украинского фильма о киевском «майдане», который показывался в поддержку украинского кинорежиссёра Олега Сенцова. Прибывшие силовики переписали данные зрителей, демонтировали и изъяли аппаратуру, с помощью которой демонстрировалась картина. Директор Елена Гремина и худрук Михаил Угаров описали состояние всех помещений театра после обыска как «разгром».
29 мая 2015 года руководителя театра Елену Гремину вызывали в прокуратуру, чтобы сообщить о необходимости предоставить копии уставных документов. При этом накануне также стало известно о расторжении договора субаренды, а до этого туда приходили специалисты в сфере вывоза твердых бытовых отходов, а также сотрудники службы пожарной безопасности и ФСБ. По версии Греминой, тем самым оказывается давление на организацию чтобы, например, приостановить её деятельность.

## Особенности жанра
Большая часть спектаклей «Театра.doc» — в жанре «документального театра». Документальный театр, основанный на подлинных текстах, интервью и судьбах реальных людей, — особый жанр, существующий на стыке искусства и злободневного социального анализа. Творческие группы театра создают спектакли на основе встреч с реальными людьми, на актуальные и своевременные темы окружающей действительности. Используются свидетельства реальных людей, техника verbatim, «глубокая импровизация», театральные игры и тренинги.

## Спектакли

### Постановки прошлых лет

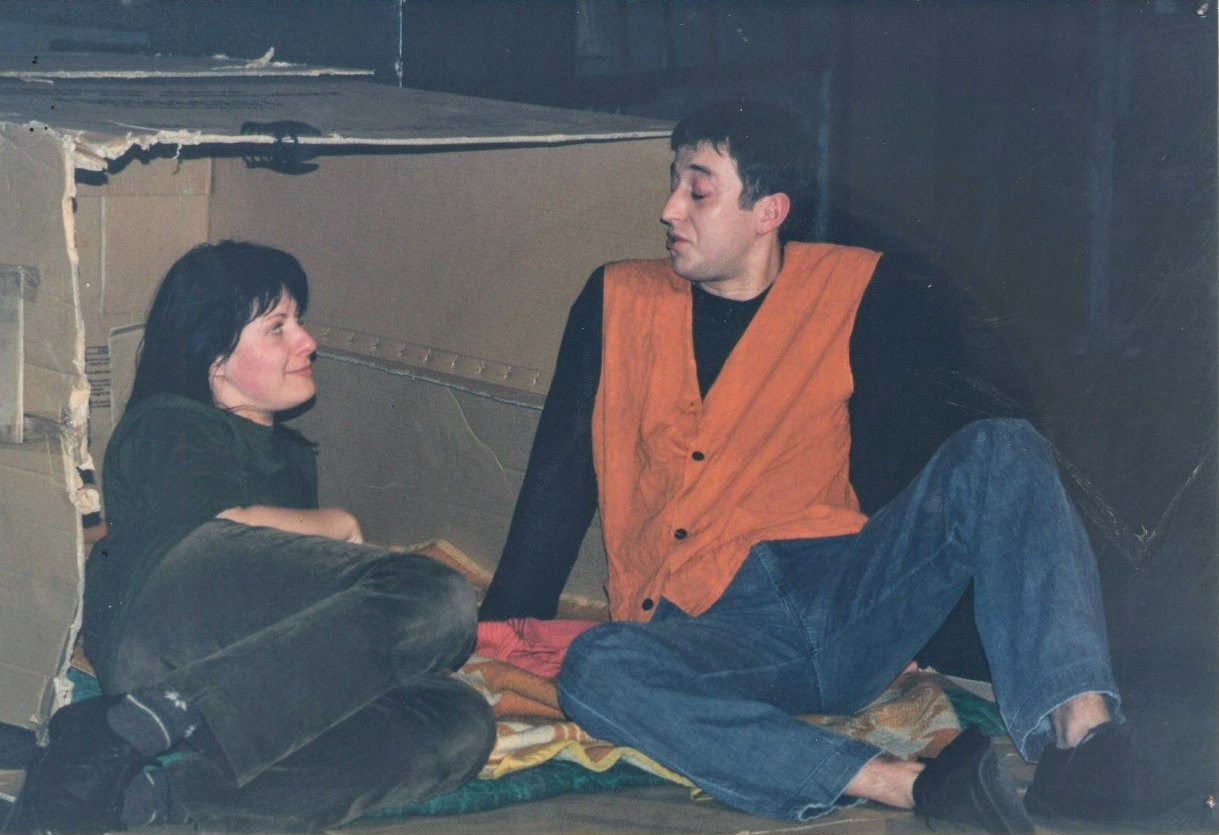
«Война молдаван за картонную коробку» на тольяттинском театральном фестивале «Майские чтения»

- «Забавное богоискательство или Исповедь человека среднего возраста» — 2002 (автор Родион Белецкий)
- «Преступления страсти — 2002»
- «Кислород — 2003»
- «Большая жрачка — 2003»
- «Война молдаван за картонную коробку — 2003»
- «Бытие № 2 — 2004»
- «Трезвый PR — 2004»
- «Сентябрь.doc — 2005»
- «Красавицы. Verbatim — 2005»
- «Манагер — 2005»

### Текущий репертуар
- "Правозащитники"
- «Час 18»
- «Чё»
- «Кастинг»[14][15][16][17]
- «Я боюсь любви»
- «Синий слесарь»
- «Жизнь удалась»
- «Экспонаты»
- «ДОК.ТОР»
- «Заполярная правда»
- «Убийца»
- «Про мою маму и про меня»
- «Красавицы. Verbatim»[18][19][20]
- «Первый мужчина»
- «Общество анонимных художников»
- «Николай Николаевич»
- «Носитель»
- «ШУМ»
- «89-93 (Сквоты)»[21][22]
- «Солдат» (совм. с театром Post, реж. Дмитрий Волкострелов).[23][23]
- «Толстой — Столыпин. Частная переписка»[24][25][26][27]
- «Аляска»
- «Язычники»
- «Акын-опера» (реж. Всеволод Лисовский)[28]
- «БЕРЛУСПУТИН» по пьесе итальянского драматурга, нобелевского лауреата Дарио Фо «Двуглавая аномалия» (L'anomalo bicefalo[29])
- «Болотное дело»[30].
- «Для танго двое не нужны» (реж. Марина Клещёва)[31][32][33][34][35][36]
- «Неявные воздействия» (реж. Всеволод Лисовский)
- «Вива, Вита!» (реж. Варвара Фаэр)[37]

## Премии
- 2003 — премия «Самый креативный театр» журнала «Креатив».
- 2005 — премия кинофестиваля «Сталкер».
- 2010 — премия «ЖЖивой театр» за спектакль «Жизнь удалась» в номинации «Актёрский ансамбль года».
- 2011 — премия «ЖЖивой театр» за спектакль «Час восемнадцать» в номинации «Проект / эксперимент года».